# Bílá věž (Jekatěrinburg)
Bílá věž (rusky Белая башня) je bývalý konstruktivistický vodojem v ruském Jekatěrinburgu, architektonická památka federálního významu. V současnosti slouží jako kulturní centrum.

## Historie
Na konci 20. probíhala na severu Sverdlovsku výstavba Uralského závodu těžkého strojírenství a sídliště pro jeho zaměstnance. Vznikla proto potřeba vybudovat vodárenskou věž, neboť voda se do nové čtvrti musela zprvu přivážet na koních. Na sklonku roku 1928 byla vypsána zrychlená architektonická soutěž, v níž zvítězil židovský architekt Moisej Veniaminovič Rejšer, autor řady objektů budovaného průmyslového gigantu. V souladu se zásadami konstruktivismu navrhoval Rejšer objekt složený z dvou geometrických těles: hranolovité základny v dolní polovině a válcovité nádrže v horní polovině. Na střeše se počítalo s vyhlídkovou plošinou na úrovni střechy a na tělese schodiště. 29 m vysokou věž umístil na nejvyšší bod v okolí, čímž vznikla výrazná architektonická dominanta.
Rejšer původně vyprojektoval věž jako celobetonovou, avšak ve městě neměli zkušenosti s výstavbou takových objektů z betonu, proto byla samotná nádrž vyrobena pro jistotu z kovu. Zhotovena byla svařováním, což bylo poprvé v historii Jekatěrinburgu (do té doby se používaly nýty).
5. června 1931 byl dokončen poslední svár a věž mohla začít sloužit. Nicméně již hodinu po naplnění vodou se dno nádrže prohnulo a asi 7500 hektolitrů vody se vylilo na ulici. Bylo tedy rozhodnuto o vybetonování dna nádrže, k čemuž byl přizván inženýr Prochorov z Moskvy. Jeho dno již tlak vody ustálo.
Oficiální název vodojemu byl původně Vodárenská věž Uralského závodu těžkého strojírenství, pro zářivě bílý nátěr se jí však brzy začalo říkat Bílá věž. Stala se dominantou okolí.
V 60. letech 20. století se přestala používat ke svému původnímu účelu, tehdy již ovšem byla zanesena na seznam objektů kulturního dědictví. Architekt Rejšer navrhl přestavbu na kavárnu s 50 místy, projekt ovšem nebyl schválen a věž stála desítky let nevyužitá.
Roku 2006 chtěl věž zrekonstruovat Červený kříž, nakonec však od plánů upustil. V létě roku 2012 se o objekt začala starat architektonická skupina PODELNIKI. Byly provedeny drobné opravy a objekt byl zpřístupněn návštěvníkům, příležitostně se zde konají kulturní akce jako výstavy či koncerty. V budoucnu se plánuje kompletní rekonstrukce, zahrnující i parkovou úpravu okolních pozemků.

## Galerie

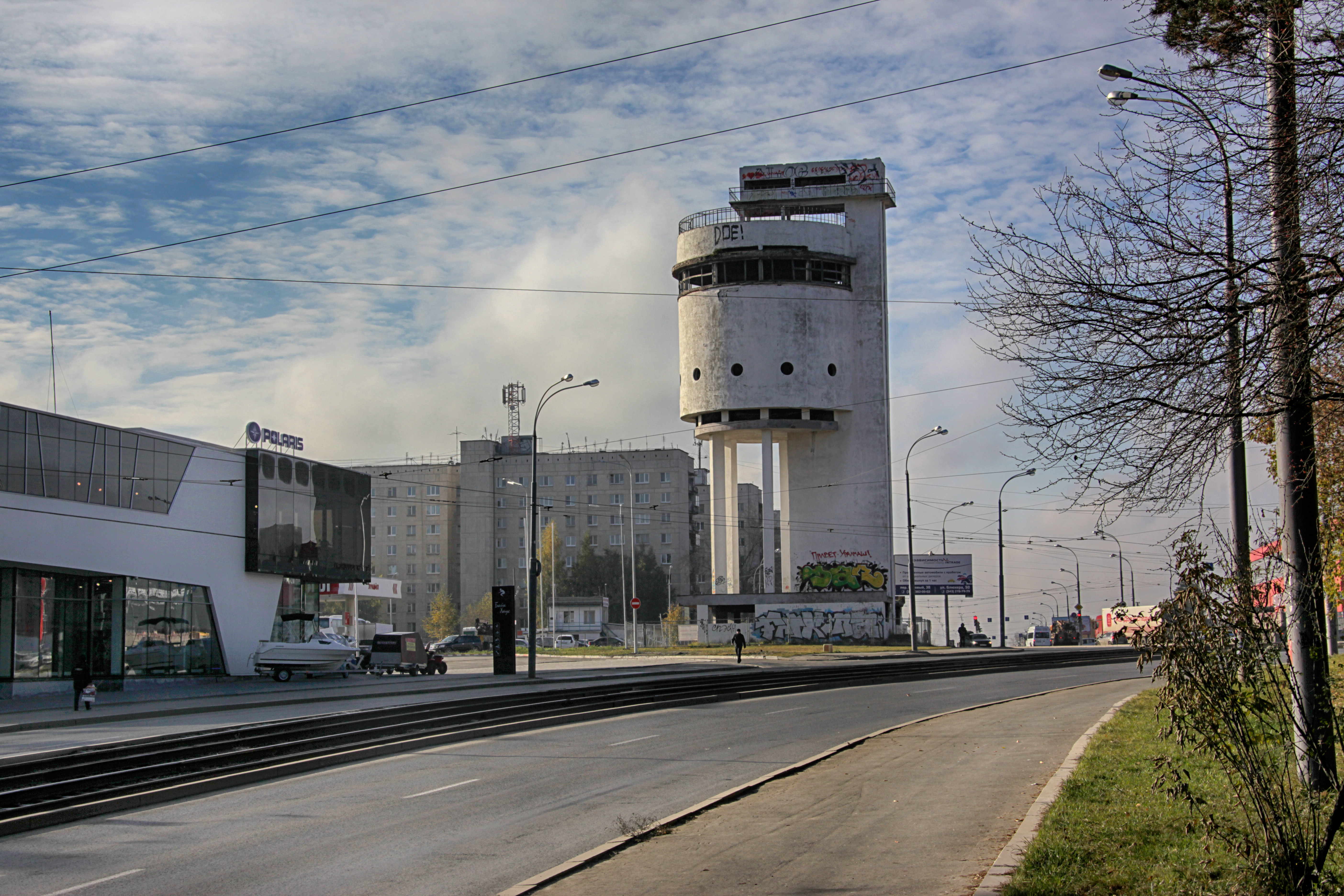
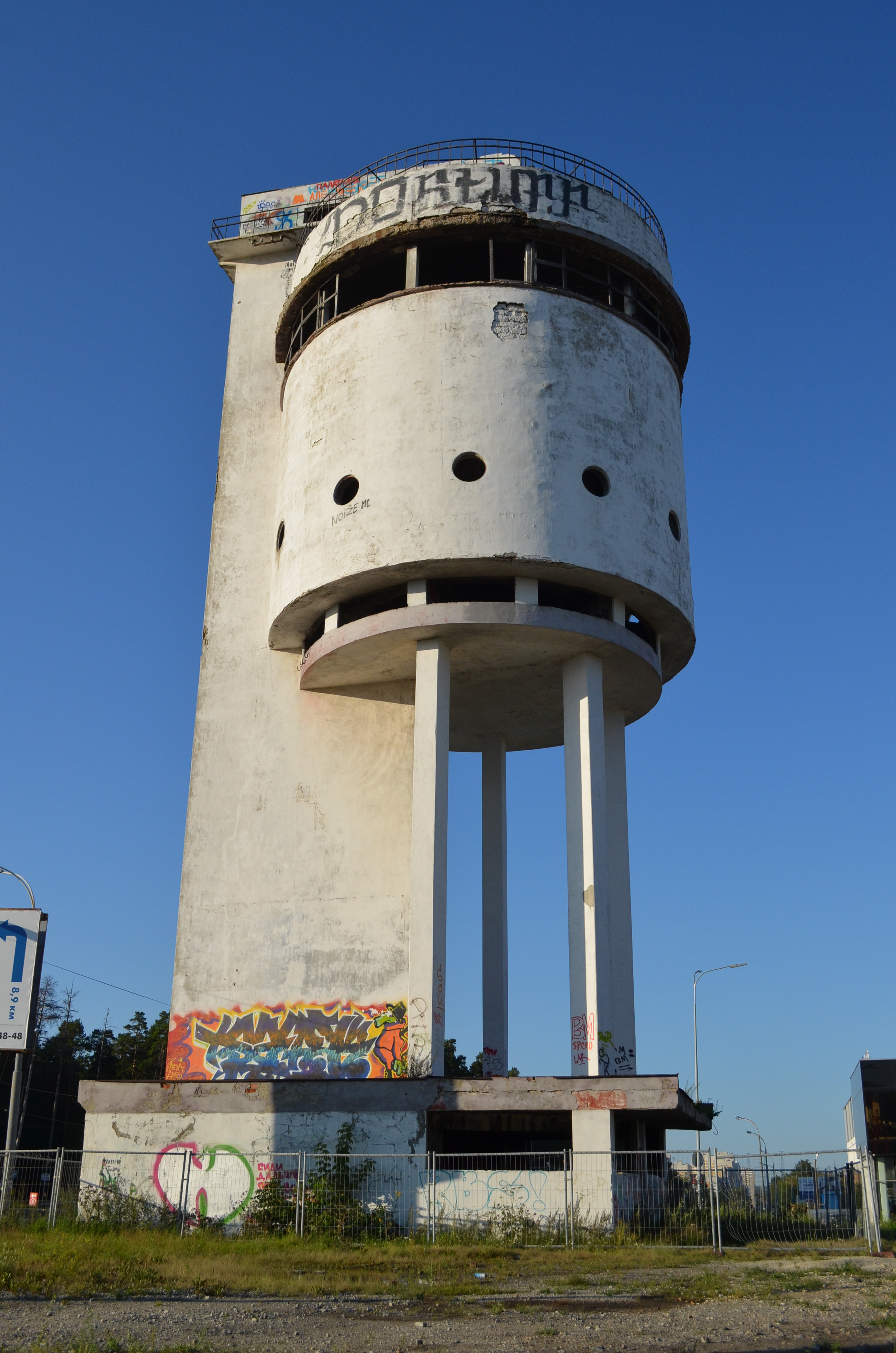
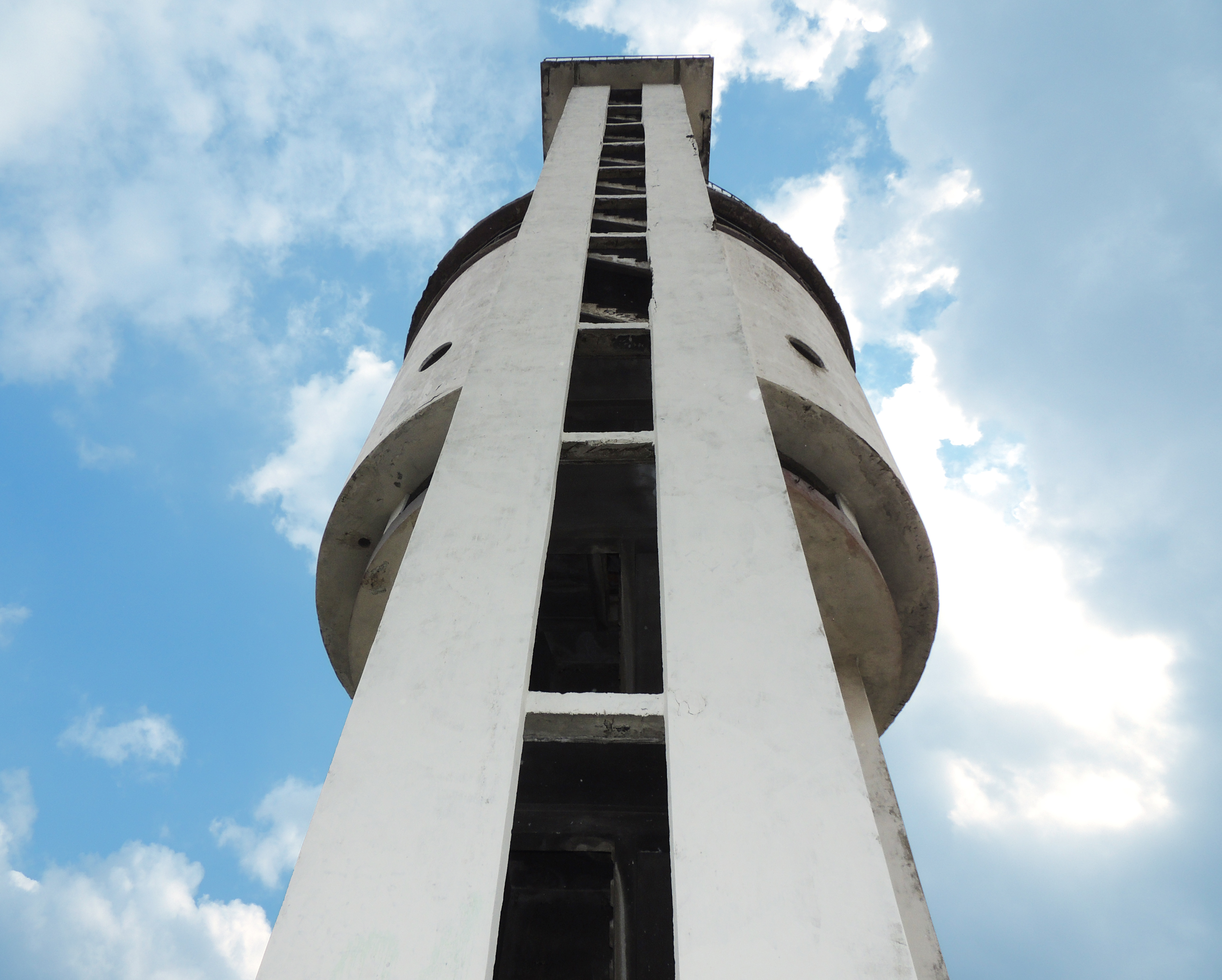
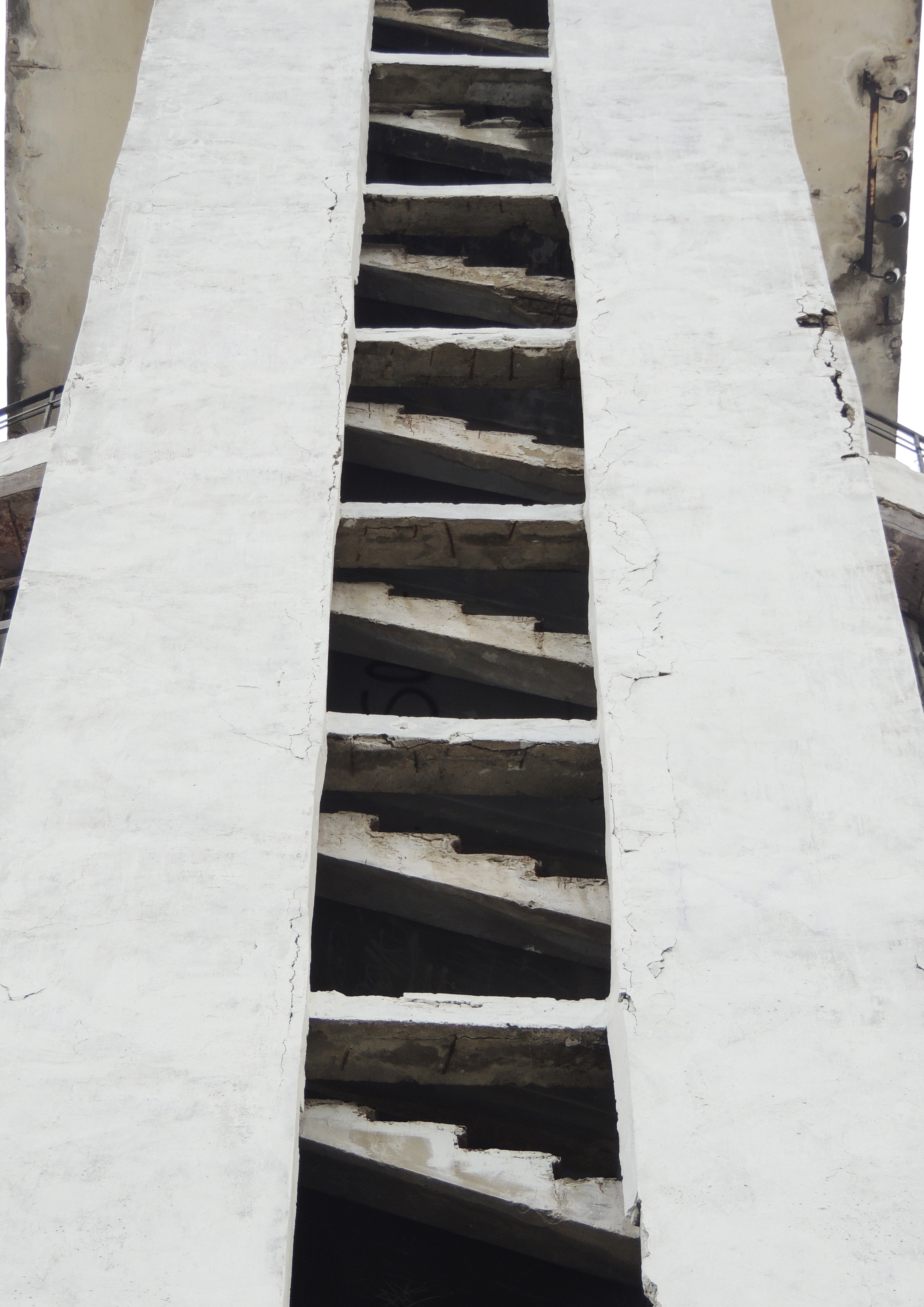
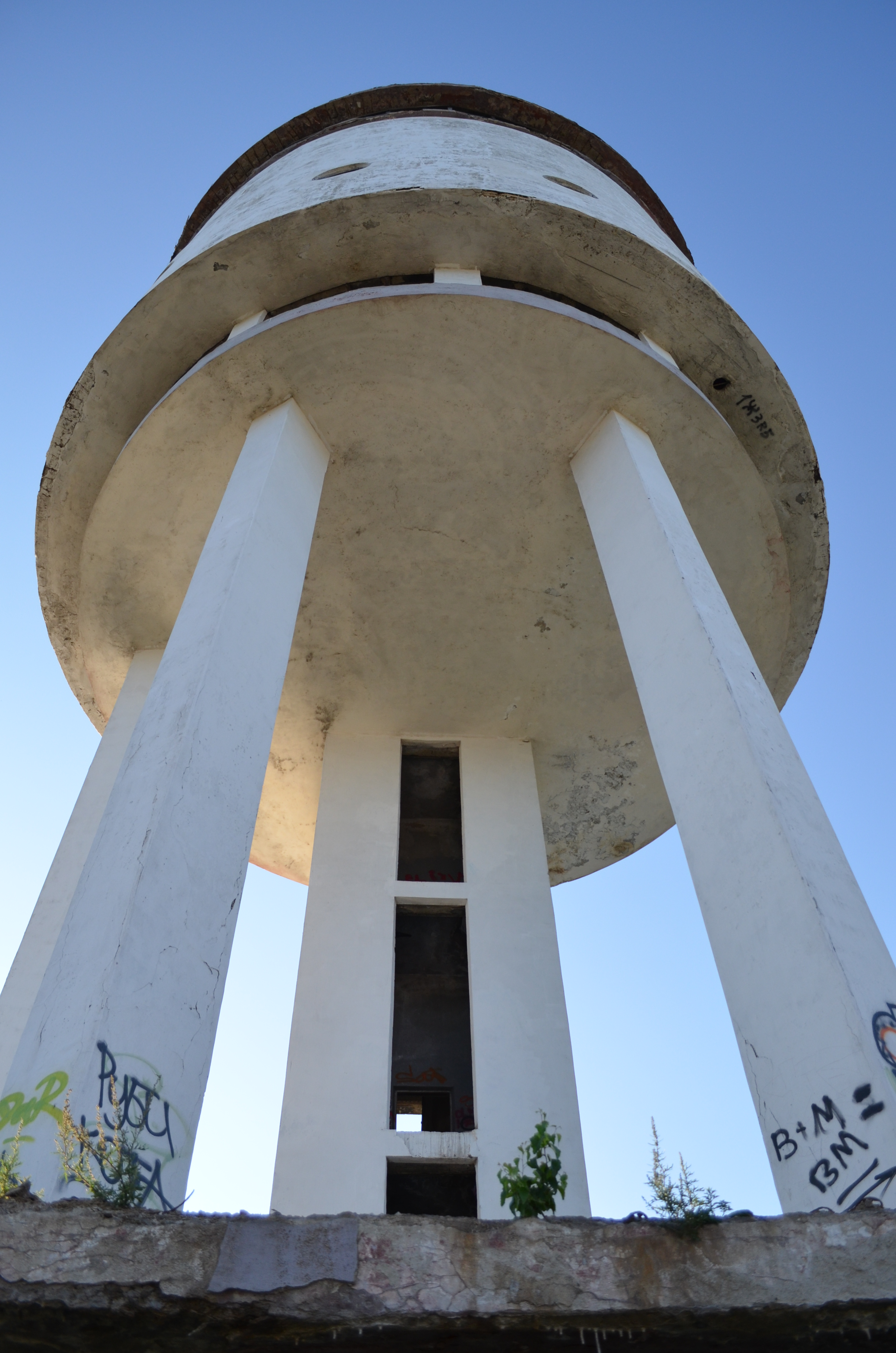
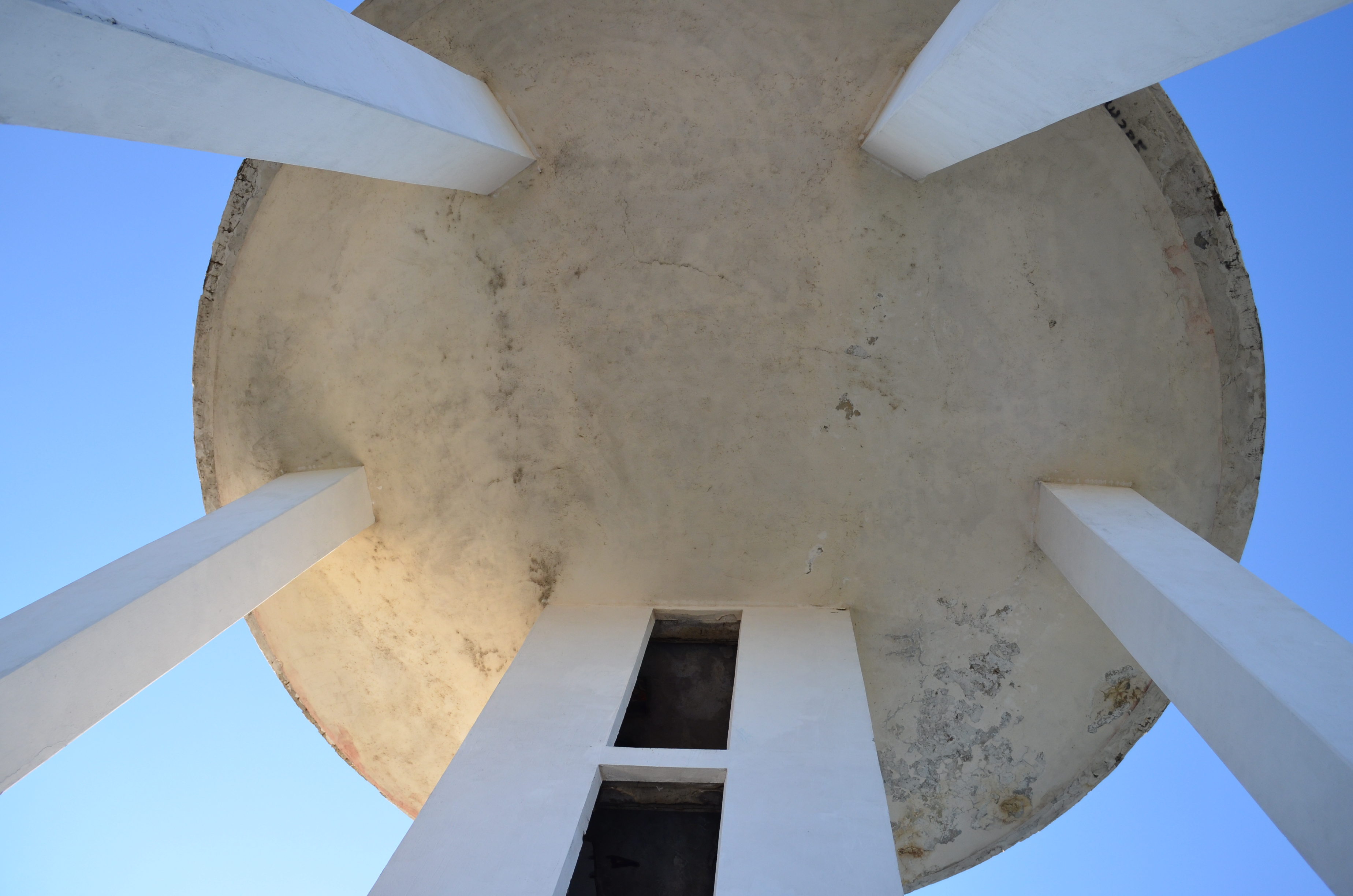
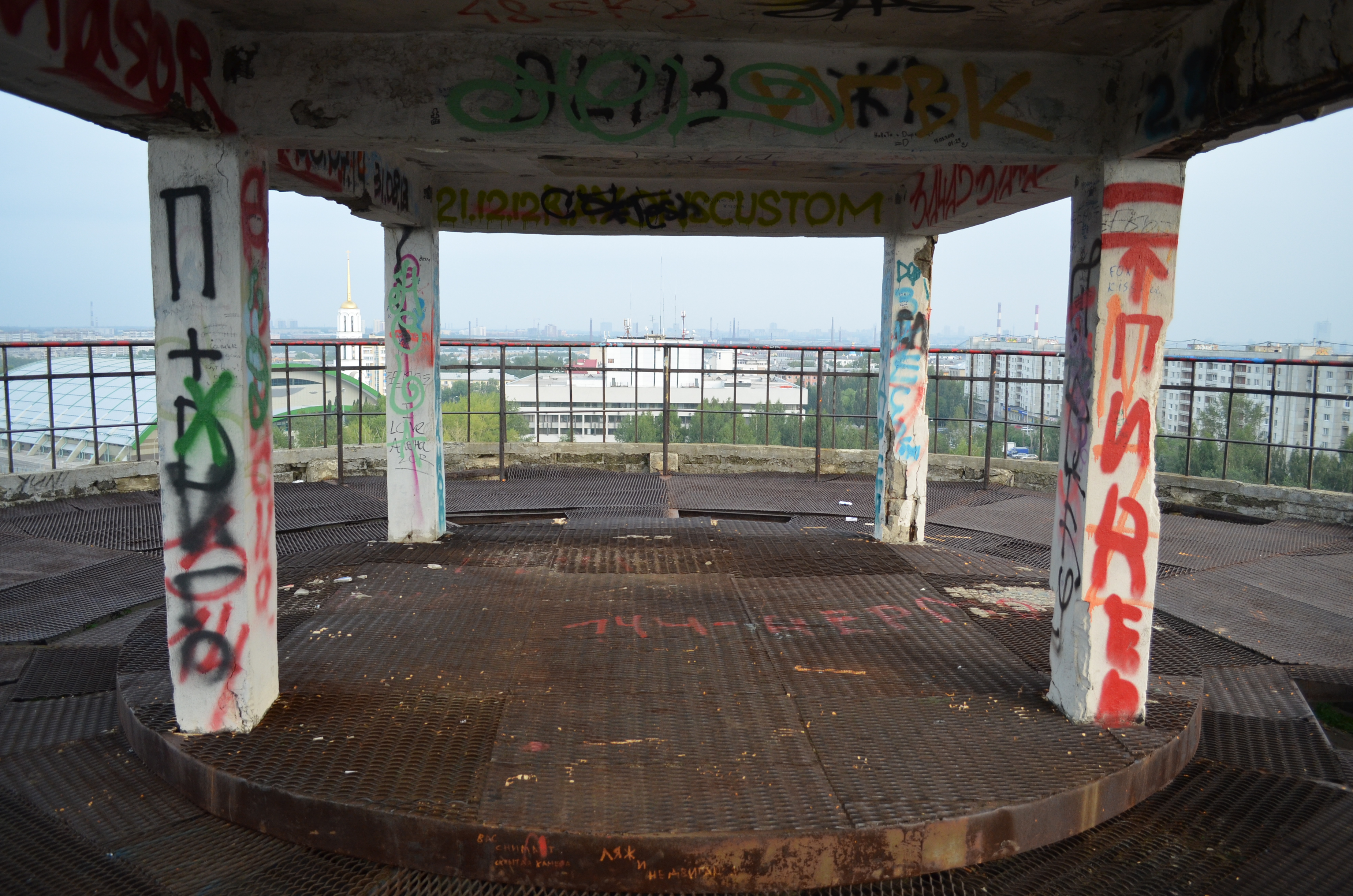
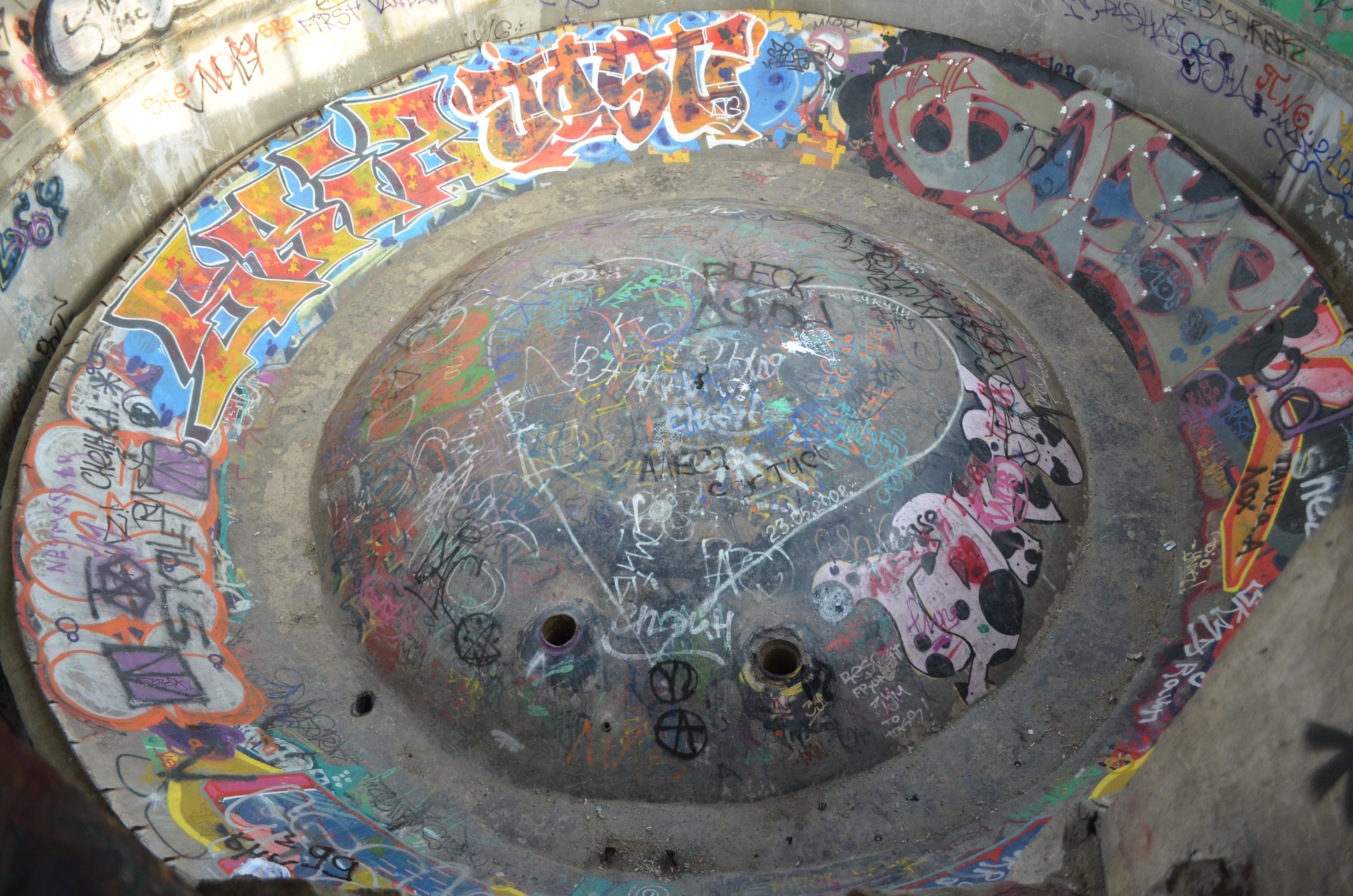
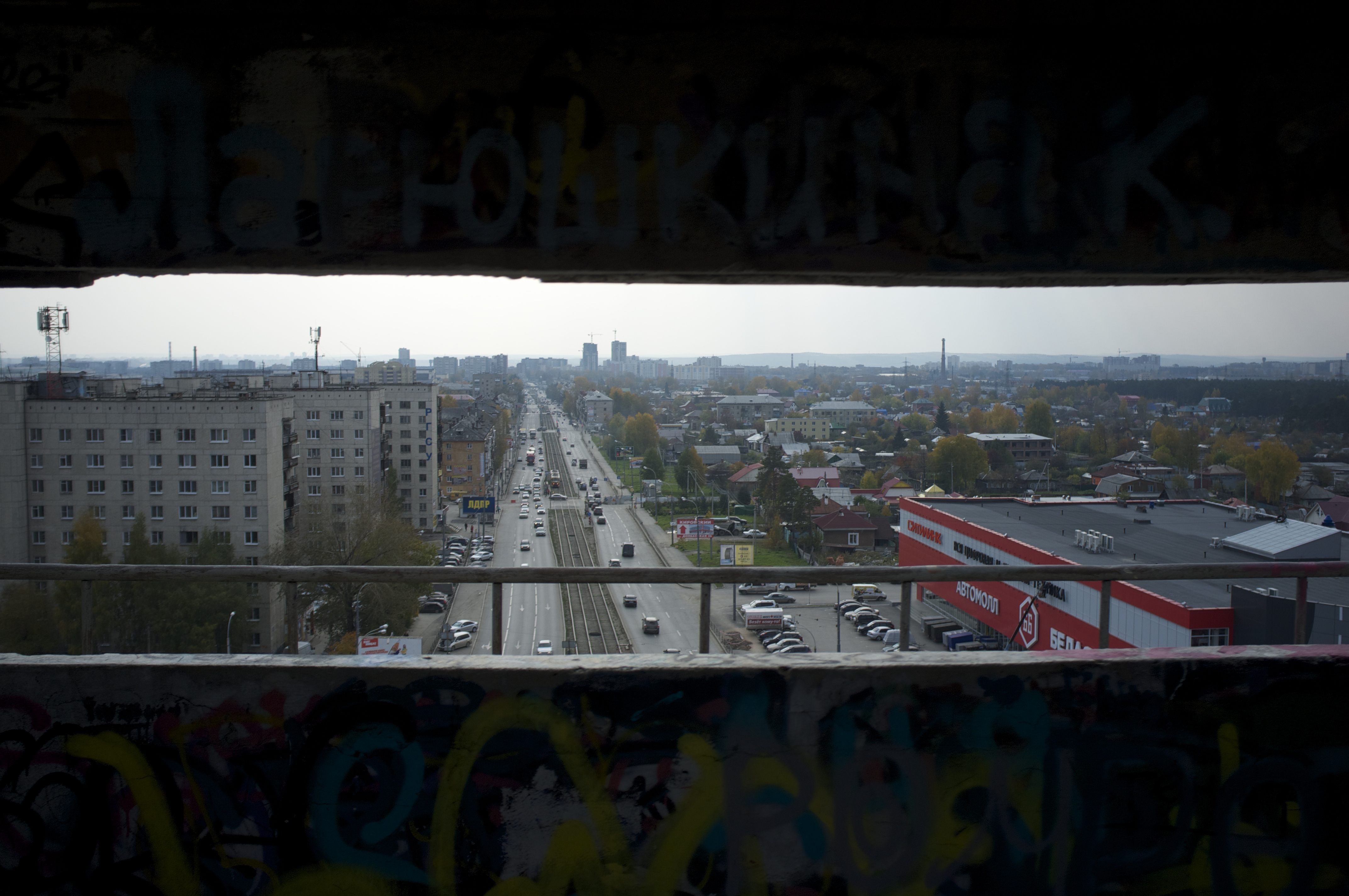